# 西曼兰省
西曼兰省（瑞典語：Västmanlands län）是瑞典中部的一个省，和南曼兰省、厄勒布鲁省、达拉纳省和乌普萨拉省相邻，瀕梅拉伦湖。

## 市镇
西曼兰省下分为10个市镇：
- 阿尔博加市镇 - Arboga
- 法格什塔市镇 - Fagersta
- 哈尔斯塔哈马市镇 - Hallstahammar
- 孔瑟尔市镇 - Kungsör
- 雪平市镇 - Köping
- 努尔贝里市镇 - Norberg
- 萨拉市镇 - Sala
- 欣斯卡特贝里市镇 - Skinnskatteberg
- 叙拉哈马尔市镇 - Surahammar
- 韦斯特罗斯市镇 - Västerås